# Síndrome de Kelley-Seegmiller
Síndrome de Kelley-Seegmiller é uma desordem genética rara caracterizada pela formação de pedras na área urinária, começa como gota e sintomas neurológicos moderados. É causado por uma deficiência parcial da transferase de fosforibosil de hipoxantina-guanina.

## Sintomas
- Artrite gotosa
- Urolitiase
- Aumento de ácido úrico no sangue
- Cristalúria
- Urolitiase renal